# Саобраћајни факултет Универзитета у Источном Сарајеву
Саобраћајни факултет у Добоју налази се у саставу Универзитета у Источном Сарајеву, једног од два државна универзитета у Републици Српској.

## Историјат
Одлуком Владе Републике Српске у Добоју је 11. јуна 1996. године формирана Виша техничка школа.
На иницијативу Више техничке школе и Скупштине општине Добој, Одлуком Народне скупштине Републике Српске 28. јул 2005. године формиран је Саобраћајни факултет у саставу Универзитета у Источном Сарајеву.
Саобраћајни факултет Добој има развијену сарадњу са сродним факултетима и институцијама из земље, региона и свијета. Такође, Факултет успјешно сарађује са привредним предузећима у Добоју и окружењу, као и са надлежним министарствима Републике Српске.
Саобраћајни факултет традиционално организује међународни симпозијум „Нови хоризонти саобраћаја и комуникација“ који промовише размјену научних, стручних знања, искустава из области саобраћаја, транспорта и комуникација што представља драгоцјени допринос развоју ове области и рјешавању проблема.

## Настава
На Саобраћајном факултету обавља се научно-истраживачка дјелатност кроз:
- основна развојна и примијењена научна истраживања у циљу унапређења образовног и научно-истраживачког рада у областима за које је Саобраћајни факултет матичан,
- организовање научно-стручних скупова,
- сарадњу са образовним, научним и другим организацијама из земље и иностранства,
- пружање наставно-образовних и научно-истраживачких услуга домаћим и иностраним корисницима,
- реализацију научно-истраживачке дјелатности и унапређење науке и сарадње са привредним и другим организацијама у рјешавању различитих научних и стручних  проблема,
- вјештачења, анализе и експертизе у саобраћају и др.

## Врсте и нивои студија
Саобраћајни факултет је високообразовна научна институција која организује студије свих циклуса по систему 4+1+3 (четири године студија првог циклуса, једна година студија другог циклуса и три године студија трећег циклуса), у оквиру којих се студентима пружа знање и стално стручно образовање и усавршавање, спроводе основна, примијењенa и развојна истраживања у области саобраћаја, саобраћајница, информатике у саобраћају и моторних возила.

### Први циклус студија
Факултет је у школској 2005/06. години уписао студенте на два од пет одобрених смјерова и то: студиј за стицање образовања саобраћајне струке са образовним профилима дипломирани инжењер друмског саобраћаја и дипломирани инжењер жељезничког саобраћајa. Од 2006/2007. академске године извршен је упис и на преостала три смјера: поштански, телекомуникације и логистика.
До 2014. године на Саобраћајном факултету, студијски програм Саобраћај настава је извођена на смјеровима: Друмски и градски саобраћај, Жељезнички саобраћај, Поштански саобраћај, Телекомуникације и Логистика. У 2014. години Министарство просвјете и културе Републике Српске својим Рјешењем број: 07.050/612-10-1-2/14 од 29.07.2014. године, одобрило је извођење иновираног програма првог и другог циклуса студија на студијском програму „Саобраћај“, при чему је поред већ постојећих смјерова одобрено извођење наставе на нових пет смјерова. У складу са тим, постојећи смјерови I циклуса студија на студијском програму „Саобраћај“ су:
- Друмски и градски саобраћај
- Жељезнички саобраћај
- Телекомуникације и поштански саобраћај
- Логистика
- Ваздушни саобраћај
- Саобраћајнице
- Информатика у саобраћају
- Моторна возила

Сви усвојени нови наставни планови и програми усклађени су са Болоњским процесом.

### Други циклус студија
За стицање квалификације степена другог циклуса, потребно је након првог циклуса студирати и радити по еквиваленту вреднованом 60 ЕCTS бодова, што одговара периоду од једне године (два семестра) редовног или ванредног студирања.
За завршетак другог циклуса студија број ЕCTS бодова мора у збиру са првим циклусом износити укупно 300 бодова.

### Трећи циклус студија
На основу завршеног степена другог циклуса, студенти имају право да се пријаве на студиј степена трећег циклуса. Завршен трећи циклус студија стећи ће кандидат који успјешно заврши период редовног студирања и истраживања, еквивалентан периоду од три године, а који се изводи након успјешно завршеног другог циклуса студирања. Овај временски период кандидат може провести или на Универзитету или у неком институту за истраживање који је признат од стране Универзитета.
Трећи циклус студија кандидат завршава одбраном докторске дисертације, чиме стиче научни степен доктора наука одговарајуће научне области.